# Seven Swans
Seven Swans ist das vierte Album des US-amerikanischen Songwriters und Multiinstrumentalisten Sufjan Stevens. Es erschien zwischen seinen beiden Bundesstaat-Konzeptalben Michigan und Illinois. Als einzige Single wurde „The Dress Looks Nice on You“ ausgekoppelt.

## Stil und Inhalt
Das Album ist im Vergleich zu anderen Alben von Sufjan Stevens recht sparsam instrumentiert. Relativ häufig kommt nur ein Banjo und Stevens Gesang zum Einsatz. 
Textlich enthält das Album viele Referenzen an die Bibel, etwa in „Abraham“, „He Woke Me Up Again“, dem Titelstück und anderen.

„Stevens beschäftigt sich auf der Platte mit seinem Verständnis von Religion und Spiritualität, wählt aber einen bedingungslos persönlichen, unvermarktbaren und oft sogar zweiflerischen Ansatz.“

## Rezensionen
Das Album erhielt größtenteils positive Rezensionen. Pitchfork Media gab 8,1 von 10 Punkten; Allmusic vier von fünf.
In einer Rückschau vom Oktober 2010 gibt das deutsche Musikmagazin Visions dem Album (als einziges von Stevens bis dahin erschienenen Veröffentlichungen) zwölf von zwölf Punkte.

## Trackliste
1. All the Trees of the Field Will Clap Their Hands – 4:14
2. The Dress Looks Nice on You – 2:32
3. In the Devil's Territory – 4:57
4. To Be Alone with You – 2:44
5. Abraham – 2:33
6. Sister – 6:00
7. Size Too Small – 3:04
8. We Won't Need Legs to Stand – 2:12
9. A Good Man Is Hard to Find – 3:16
10. He Woke Me Up Again – 2:43
11. Seven Swans – 6:33
12. The Transfiguration – 5:18